# Toloma (Umala)
Toloma ist eine Ortschaft im Departamento La Paz im südamerikanischen Andenstaat Bolivien.

## Lage im Nahraum
Toloma liegt in der Provinz Aroma und ist der größte Ort im Cantón Umala im Municipio Umala. Die Ortschaft liegt auf einer Höhe von 3815 m am nördlichen Ende der Serranía de Huayllamarca, einem etwa 100 Kilometer langen Höhenrücken, der sich auf dem Altiplano westlich der Stadt Oruro in nordwestlich-südöstlicher Richtung erstreckt. Direkt südlich der Ortschaft fließt in südöstlicher Richtung die Quebrada Ñuñu Mayo, die zwei Kilometer flussabwärts in den Río Desaguadero mündet.

## Geographie
Toloma liegt auf der bolivianischen Hochebene zwischen den Anden-Gebirgsketten der Cordillera Occidental im Westen und der Cordillera Central im Osten. Das Klima ist das typische Tageszeitenklima der äquatornahen Hochgebirge, bei dem die mittleren Temperaturschwankungen im Tagesverlauf stärker ausfallen als im Jahresverlauf.
Die mittlere Durchschnittstemperatur der Region liegt bei etwa 7 °C  (siehe Klimadiagramm Patacamaya), die Monatsdurchschnittstemperaturen schwanken nur unwesentlich zwischen 4 °C im Juni/Juli und 9 °C im November/Dezember. Der  Jahresniederschlag beträgt 460 mm, die Monatsniederschläge liegen zwischen unter 10 mm von Mai bis August und bei 110 mm im Januar.

## Verkehrsnetz
Toloma liegt in einer Entfernung von 132 Straßenkilometern südlich von La Paz, der Hauptstadt des gleichnamigen Departamentos.
Von La Paz aus führt die asphaltierte Nationalstraße Ruta 2 über dreizehn Kilometer bis El Alto, von dort die Ruta 1 in südlicher Richtung als Asphaltstraße 91 Kilometer bis Patacamaya, anschließend die Ruta 4 in südwestlicher Richtung sechzehn Kilometer bis Cañaviri. Von dort aus führt eine Asphaltstraße die restlichen zwölf Kilometer nach Süden über Umala nach Toloma, überquert kurz darauf den Río Desaguadero und führt weiter nach San Pedro de Curahuara und Totora im Departamento Oruro.

## Bevölkerung
Die Einwohnerzahl der Ortschaft ist in dem Jahrzehnt zwischen den beiden letzten Volkszählungen um ein Viertel angestiegen:
| Jahr | Einwohner         | Quelle       |
| ---- | ----------------- | ------------ |
| 1992 | keine Detaildaten | Volkszählung |
| 2001 | 225               | Volkszählung |
| 2012 | 287               | Volkszählung |
| 2024 |                   | Volkszählung |

Die Region weist einen hohen Anteil an Aymara-Bevölkerung auf, im Municipio Umala sprechen 91,2 Prozent der Bevölkerung Aymara.